# برت لینکور
برت لینکور (انگلیسی: Bert Linnecor; ۳۰ نوامبر ۱۹۳۳ – ۲۵ نوامبر ۲۰۱۲) بازیکن فوتبال اهل بریتانیا بود.
از باشگاه‌هایی که در آن بازی کرده‌است می‌توان به باشگاه فوتبال لینکولن سیتی، باشگاه فوتبال بوستون تاون، باشگاه فوتبال بیرمنگام سیتی، باشگاه فوتبال وورکساپ تاون، و باشگاه فوتبال گرنثم تاون اشاره کرد.